# متیا ننادوویچ
ماتجا ننادوویچ ( سیریلیک صربی: Матеја Ненадовић   یا ماتیا ننادوویچ سیریلیک صربی: Матија Ненадовић  ; زاده ۲۶ فوریه ۱۷۷۷ - درگذشته ۱۱ دسامبر ۱۸۵۴)، همچنین مشهور به پروتا ماتجا ، یک اسقف یا کشیش صرب تبار، نویسنده و جزوی از رهبران ممتاز نخستین قیام صربستان بود که به عنوان نخسیتن نخست وزیر صربستان از سال ۱۸۰۵ تا ۱۸۰۷ خدمت نمود.

## زندگی
ننادووچ در۱۶ سالگی به عنوان کشیش منتخب گردید و چند سال بعد از این به سمت کشیش ارتقا پیدا نمود( صربی: Протојереј   )، به زبان عوامانه پروتا ( صربی: прота   ) از والیوو . پدر او، الکسا ننادوویچ ، کنز (قاضی ارشد) منظقه والیوو، جزوی از دلدار ترین و با اعتبارترین مردان مردمی در بین صرب‌ها در زمان شروع قرن نوزدهم بود. وقتی که ۴ پیشرو جانیچرهای سانجاک اسمدروو (به اصطلاح داهیا ) فکر نمودند که تنها مسیری برای دفع از جهش مردمی صرب‌ها ترساندن آنان از راه کشتن کل مردان اصلی آنان، الکسا ننادوویچ (زاده۱۷۴۹-درگذشته۱۸۰۴) می باشد. جزوی از نخستین قربانی ها بود. سیاست داهیاها به ازای دفع نمودن، عملاً و پس از جنبش عمومی صرب ها را برضدترک ها به تشویق کرد.
پروتا ماتجا معاون فرمانده جنبشیان منطقه والیوو (۱۸۰۴) شد، ولی زمان بسیاری این پست را حفظ ننموده اند، چون کاراجورجه او را در سال ۱۸۰۵ برای یک مسئولیت پنهانی به سن پترزبورگ ارسال نمود و بعد از آن کما بیش به شکل پیوسته او را به عنوان نیروی صربستان به کار گرفت. سفیر سیاسی به روسیه، اتریش، بخارست و قسطنطنیه . بعد از نابودی و ریشه کنی در سال (۱۸۱۳)کاراجوردجه، رهبر نوین صرب ها، میلوش اوبرنوویچ ، پروتا ماتجا را به عنوان نماینده صربستان به کنگره وین (زاده۱۸۱۴-درگذشته۱۸۱۵) ارسال نمود، مکانی که او به شکل خستگی ناپذیر از ایدئال صرب ها دفاع نمود. در طول آن مسئولیت، وی بیشترلرد کسلریگ را مشاهده می کرد و برای نخستین بار منافع ملی صربستان به اطلاع دولت مردان بریتانیا رسید. خاطره های پروتا ماتجا ( Memoari Prote Mateje Nenadovića ) با ارزش ترین منابع معتبری برای تاریخ قیام نخست و دوم صرب ها بر ضد ترک ها می باشد.
ننادوویچ یک برادر داشت به اسم سیما ، به معنی یک معبد . عموی پدری ناندوویچ، یاکوف ننادوویچ ، به عنوان نخست وزیر کشور، نقشی در همان اندازه در کشور صربستان داشت. ماتیا ننادوویچ یک فرزند پسر به اسم لیوبومیر ننادوویچ داشت.

## آثار
وی بیشتر برای کار هایش«خاطرات پروتا ننادوویچ» مشهور بوده است. ننادووچ همچنین خطره ها و ادبیات مستند نظایری را تألیف نمود.

## میراث

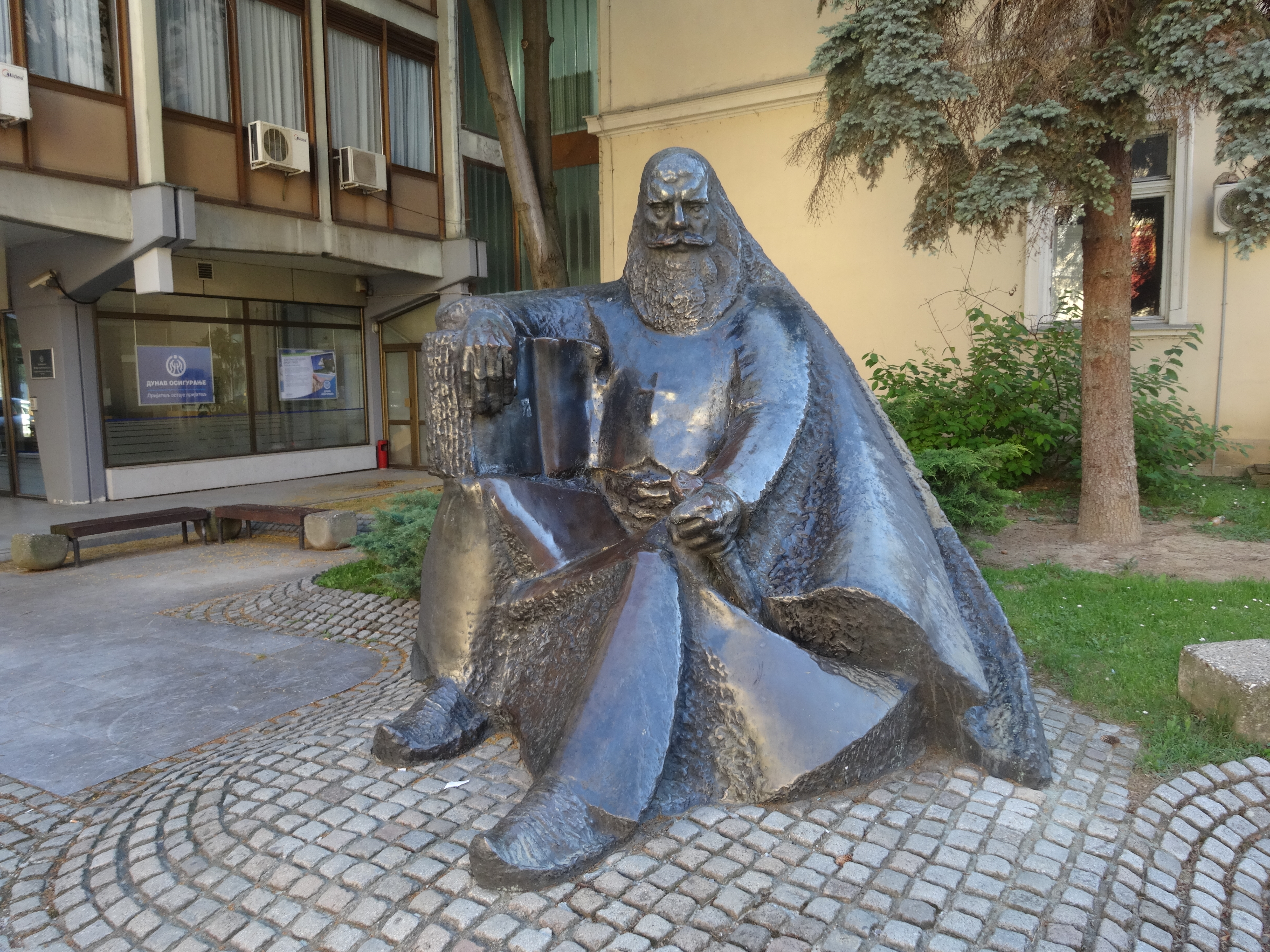
بنای یادمان ماتیجا ننادوویچ در والیوو

وی در کتاب ۱۰۰ ویژه ترین صرب گنجانده گردیده شده. 